# Apostolos Telikostoglou
Apostolos Telikostoglou (grekiska: Απόστολος Τεληκωστόγλου), född 9 mars 1995, är en grekisk taekwondoutövare. 

## Karriär
I maj 2019 vid VM i Manchester tog Telikostoglou silver i 80 kg-klassen efter en finalförlust mot azeriske Milad Beigi.
I juni 2023 vid europeiska spelen i Kraków-Małopolska tog Telikostoglou brons i 80 kg-klassen.